# Cabriolet (singolo)
Cabriolet  è un singolo del rapper italiano Salmo, pubblicato il 15 marzo 2019 come terzo estratto dal quinto album in studio Playlist.

## Descrizione
Il brano, prodotto da Charlie Charles, ha visto la collaborazione del rapper Sfera Ebbasta. Tale scelta è stata attuata dal rapper sardo per «prendersi una rivincita» nei confronti della rivista Rolling Stone Italia, che in occasione dell'uscita del videoclip di Mr. Thunder (traccia fantasma dell'album Hellvisback) riportò che Salmo avesse rivalità nei confronti di Sfera Ebbasta:
(Salmo intervistato da Rolling Stone Italia il 9 novembre 2018)

## Classifiche

### Classifiche settimanali
| Classifica (2018) | Posizione massima |
| ----------------- | ----------------- |
| Italia            | 1                 |

### Classifiche di fine anno
| Classifica (2019) | Posizione |
| ----------------- | --------- |
| Italia            | 69        |